# XEIMT-TDT
XEIMT-TDT es una estación de televisión que opera para la Ciudad de México y su área metropolitana con una concesión para uso comercial otorgada a Televisión Metropolitana, S.A. de C.V.
Actualmente es la sede de la señal de televisión pública Canal 22, difundida en varias ciudades de la República Mexicana a través de la red del SPR y por diversos servicios de televisión de paga. Su programación es cultural, y es dependiente de la Secretaría de Cultura. Hasta el 17 de diciembre de 2015, su transmisión era analógica por el canal 22 de UHF. Actualmente utiliza el canal 23 de TDT en el sistema ATSC.
A lo largo de su historia, esta estación ha sufrido varios cambios de uso y propietarios.

## Historia

### XHTRM: Televisión de la República Mexicana
El 15 de abril de 1982, inicia sus transmisiones XHTRM canal 22 en el Distrito Federal, como parte de la red de Televisión de la República Mexicana (TRM). El canal surge al replantear las metas de la red TRM, que anteriormente se enfocaba a difundir programación a zonas rurales, como por ejemplo, capacitación para el campo. La programación es 100% cultural con aportaciones de lo producido por los canales 11 del IPN y el expropiado canal 13. Fue el primer canal en utilizar la banda de UHF en el Distrito Federal, la cual no estaba disponible en la mayoría de los televisores comercializados legalmente en México.

### XEIMT: Instituto Mexicano de Televisión
El 21 de marzo de 1983, se crea por decreto, el Instituto Mexicano de Televisión, el cual administraría en conjunto el Canal 13 de la Ciudad de México y sus repetidoras, la red de TRM y la Productora Nacional de Radio y Televisión (Pronarte). La red del trm (como era estilizado en su logo) retoma en gran parte su programación rural y cultural, motivo por el cual el Canal 22 del Distrito Federal es separado de la red y rebautizado con el distintivo XEIMT-TV.

Su programación es vespertina, comenzando alrededor de las 16 horas; es de corte general con programación tanto cultural como comercial presentando caricaturas, telenovelas y películas emitidas con anterioridad en el Canal 13. Debido a la dificultad para sintonizar un canal de UHF, el instituto proporcionaba ayuda técnica telefónica a la población para este canal.

### IMEVISIÓN: Cine Canal 22
En 1985 se reestructura el Instituto Mexicano de Televisión y se crea IMEVISIÓN (contracción del nombre del instituto). IMEVISIÓN forma 2 redes con cobertura nacional (7 y 13) y administra los canales 8 de Monterrey, 2 de Chihuahua y 22 del Distrito Federal; se abandona así, la televisión cultural que era difundida por el trm, cuya red es utilizada para la Red Nacional 7, la cual en años posteriores fue utilizada comercialmente. El Canal 22 es "apodado" como Cine Canal 22. Su horario de transmisión continúa de manera vespertina programando 3 películas al día, la mayoría de Europa Central y cine de arte. Al igual que el IMT anteriormente, se ayudó a la población para sintonizar el canal, esto debido a la ubicación de su antena transmisora la cual era de baja potencia al comparase con las de otras televisoras. Además de la asesoría técnica, también se ofrecían antenas y sintonizadores, ya que la mayoría de los televidentes aún no contaban con televisores capaces de sintonizar UHF.
Posteriormente, en septiembre de 1990, se anuncia la escisión y posterior licitación al sector privado de IMEVISIÓN. Con esto, el canal 22 deja de tener una programación independiente y se enlaza a XHDF (manteniendo sus emisiones vespertinas). En vísperas de la licitación, el canal 22 queda fuera del aire en diciembre de 1991.

### Canal 22: El Canal Cultural de México
El 26 de enero de 1991, se envía una carta firmada por 800 intelectuales al gobierno federal para solicitar la exclusión de XEIMT-TV de la licitación del "Paquete de Medios" con lo que se subastaría al sector privado la infraestructura de IMEVISIÓN. Esto fue para convertir al Canal 22 en un canal 100% cultural.
Desde sus instalaciones en los antiguos Estudios Churubusco con transmisor en el Cerro del Chiquihuite, el 23 de junio de 1993, se reanudan las transmisiones regulares de XEIMT-TV e inicia la historia de Canal 22, "El Canal Cultural de México". 
Desde sus inicios se ha caracterizado por ofrecer a su audiencia programación de calidad y ha abierto canales para que el público participe activamente en el mejoramiento del canal (con la figura del Defensor del Televidente) bajo un código de ética que ha fomentado la libertad de expresión, la inclusión y la tolerancia.  
Su señal está disponible actualmente en 25 ciudades de la República Mexicana a través de la red de estaciones del Sistema Público de Radiodifusión del Estado Mexicano y sus producciones han sido exportadas a varios países además de que se han difundido en los canales públicos que forman parte de La Red de Radiodifusoras y Televisoras Educativas y Culturales de México.
A partir del 17 de diciembre de 2015 a las 00:00 horas, XEIMT-TV la estación de televisión analógica dejó de transmitir al igual que todas las señales analógicas de televisión en el Valle de México. La programación, así como su transmisión en TDT no fue afectada de ninguna forma por el "apagón" (como sucedió, también, con todos los canales en el Valle de México).

## Multiprogramación
| Canal de transmisión | Canal virtual | Resolución | Relación de aspecto | Nombre PSIP | Programación    |
| -------------------- | ------------- | ---------- | ------------------- | ----------- | --------------- |
| 23                   | 22.1          | 1080i      | 16:9                | XEIMT.1     | Canal 22        |
| 23                   | 22.2          | 480i       | 16:9                | XEIMT.2     | MX Nuestro Cine |

La codificación del canal 22.2 había sido intermitente, es decir, cambiaba entre MPEG-2 y MPEG-4. Cambió de MPEG-2 a MPEG-4 del 6 al 30 de junio, el 18 de agosto y del 24 de octubre al 6 de diciembre de 2016 y del 13 al 18 de abril de 2017. A partir del 24 de abril de 2017, la señal se transmitió en MPEG-4 para ser presentado en HD. Sin embargo, la mayoría de los televisores vendidos en México no son compatibles con esta codificación.

Desde el 1 de marzo de 2019, el subcanal con la señal de Canal 22.2 dejó de transmitirse utilizando la compresión MPEG-4, cambiando a MPEG-2, con una resolución de 480i.
Durante la transmisión del Homenaje a Juan Gabriel el 5 de septiembre de 2016, la programación de 22.1 paso al 22.2 en SD mientras que el homenaje se emitió en HD. Curiosamente, la información PSIP asignó a la señal en HD el 22.2 y a la SD el 22.1, ambos con el nombre CANAL22 en lugar de los distintivos, lo cual regreso a la normalidad después de las 19:30 del mismo día.

## Logotipos
| Período | Características |
| ------- | --- |
| 1982    | Aparecen las siglas TRM en letra minúscula (trm) dentro de un círculo. La tipografía utilizada daba la ilusión de una "continuidad" entre las letras. El logo se presentaba tanto en color blanco como en color azul turquesa. |
| 1983    | Al incorporarse al Instituto Mexicano de Televisión y separarse de TRM, se utiliza el logo del IMT el cual era un hexágono sólido excepto por un rectángulo vacío en el centro, del cual salían dos líneas de las esquinas superior izquierda e inferior derecha del rectángulo. En el rectángulo se encontraban la palabra "canal" en mayúsculas en la parte superior; debajo de esta se encontraba el número "22" y al lado de este número las letras "D.F." dispuestas a manera de columna.                 |
| 1985    | Era un número "22" con la tipografía característica de IMEVISIÓN en color azul marino. Arriba del número aparecían las palabras "Cine Canal" y en otras ocasiones "Área Metropolitana". |
| 1993    | Ya como canal cultural después de la licitación del "Paquete de Medios", su logo consistía de la palabra “CANAL” en vertical de manera ascendente, con un gran número "22" a la derecha. El número estaba dispuesto con un número 2 pegado a la palabra canal en la parte superior y otro número 2 pegado en la esquina inferior derecha del primer número. Abajo se encontraba la frase Televisión Pública que después fue suprimida. El logo se presentaba en color azul.                                    |
| 1998    | Se mantiene el logo original y se añade en la parte de abajo logo de CONACULTA |
| 2001    | A partir de ese año comienza a utilizarse la primera versión del nuevo logo que se ha vuelto característico del canal. Consiste de un cuadrado azul con el número 22. El número 2 izquierdo es blanco con fondo amarillo y el derecho 2 es verde con blanco. |
| 2007    | En septiembre de ese año, se modifica el logo en tercera dimensión a manera de un cubo incompleto. En las caras del sector vacío se encontraba la sección superior izquierda del logo y en la otra una versión miniatura del logo original. |
| 2009    | El logotipo volvió a tener el cuadro azul con las mismas características en los números, pero las líneas horizontales son un poco más redondas. |
| 2009    | Logotipo HD: El logo HD es igual que su señal analógica; simplemente añadiendo una barra vertical y la sigla “HD”, del mismo tamaño que el logotipo. |
| 2014    | En promocionales se utiliza un logo alterno consistente en el dígito 22 de color blanco sobre dos barras de colores variados, aunque el logo de 2009 sigue siendo el oficial y el usado en pantalla. Dicho logo fue reemplazado a inicios de 2015 por uno conmemorativo de los 22 años del canal, el cual consiste de un cuadro con marco blanco y el número 22 junto con la frase "Veintidós años del" dentro, igualmente en color blanco.                                                                    |
| 2016    | El logo elimina el nombre CONACULTA al ser reemplazado este organismo por La Secretaría de Cultura. El identificador en pantalla en la orilla superior izquierda, tiene un pequeño rectángulo amarillo encima del logo normal del canal casi en la esquina inferior izquierda; en el 22.1 este rectángulo tiene las letras en color blanco "HD" y en 22.2 están en su lugar los números 22.2, también de color blanco. A partir de agosto del mismo año, se reemplazan las letras "HD" por los números "22.1". |
| 2022    | El logo es modificado nuevamente, añadiendo al lado izquierdo la frase "El 2022 en el", las palabras "El" y "en el" son de tamaño pequeño con color amarillo, mientras que "22" es en líneas rojas, amarillas y azules, sobre el número "20" el cual se encuentra debajo de este en color gris semi-transparente. |
| 2023    | El logo se vuelve a modificar, con un estilo simple, eliminando el reflejo del centro del logo, y el tono azul del cuadro que rodea el número "22" se vuelve menos intenso que el anterior. Debajo de este, se añade la frase "30 AÑOS" con diferentes colores y tipos de letra, que en pantalla van cambiando cada 30 segundos, mientras que el logo "Canal 22" resalta en la pantalla cada 10 segundos, pareciendo que el logo late.                                                                         |